# Docomo PRO series
docomo PRO series（ドコモ プロ シリーズ）は、2008年11月に発表された株式会社NTTドコモの携帯電話型番のコンセプトのひとつで、2010年春モデルまでのスマートフォン（2010年夏モデル以降はドコモ スマートフォンのラインナップに属する）や、PRIME seriesクラスのスペックでさらに特異な機能や特徴（例として、QWERTYキーボードを備えてスマートフォンライクな端末=SH-04A・SH-03B・N-08Bや、オーディオ・ビジュアル機能を強化した端末=SH-07A・SH-06Cや、カメラ機能に特化した端末=SH-05C・L-03C）を持ったiモード対応のハイスペック機がこのシリーズに属する。
コンセプトカラーはプロブラック。メディア広告のキャラクターには劇団ひとりが起用されていた（2010年4月まで）。
docomo PRO seriesのほかにdocomo PRIME series、docomo STYLE series、docomo SMART seriesがある。

## 特徴
- 通常の携帯電話とは違い、企業のパソコンやサーバ、自宅のパソコンの子機として利用することに適しており、多くの機種でパソコンやサーバと連携をとるためのアプリケーションや、無線LAN、POP、IMAPメール対応のメーラーが搭載されている。
- 無線LANはMzoneといった公衆無線LANも利用可能となる。アプリケーションにおいてはJAVAアプリ、ネイティブアプリが利用できる機種が多い反面iアプリは動作しないものが多い。
- 文字入力においては、通常の携帯電話で採用されているテンキーではなく、より早く容易に文字入力ができるようにQWERTY配列のキーボードを採用している機種が多く、Windows MobileやBlackBerryの機種ではMicrosoft Office製品の簡易的な編集などもできる。
- ブラウザはフルブラウザが搭載されているためパソコンのサイトの利用は可能であるがiモードの公式サイトなどは利用できない機種が多い。また、全機種国際ローミングサービスWORLD WINGやBluetoothも搭載されている。
- 2010年夏モデル以降は、PRO seriesの中でもスマートフォンに属する端末が、新たなカテゴリである「ドコモ スマートフォン」に属することになったため、以降PRO seriesの端末は、先述の先進機能を持ったiモード対応機種のみ販売された。その時点までに、すでに発売済のスマートフォン端末は、PRO seriesとドコモ スマートフォンの両方に属した。
- 2011年9月8日にドコモは2011年夏モデルを機に「docomo PRO series」の廃止を発表した。

## iモード機能
- 2009年冬・春モデルまでは、Windows MobileやBlackBerryといったOSを採用している機種が多く、それらの機種では、iモード公式サイトの利用、iアプリやおサイフケータイといったNTTドコモの特徴的な機能が搭載されていない。反面、シャープ製の機種はiモードの各種機能が普通に利用できた。
- 2010年夏モデル以降、スマートフォンに属する端末は、前述の通りドコモスマートフォンのカテゴリに属することになったので、今後PRO seriesに属する端末はiモードの各種機能が利用できる。
- 2009年4月1日からはiモード.netモバイルモードの機能を利用して、Webメールにおいてiモードメールが利用できるようにはなった。またHT-03AとT-01Aでは、iモード.netを応用したアプリにおいてiモードメールの送受信が可能となり、新着通知や絵文字も対応している。
- BlackBerryにおいては通常のPOPメールやIMAPメール、GmailやHotmailといったWebメールが全てプッシュ配信方式により着信通知される。
- Windows Mobile携帯はmoperaメールやHotmailをプッシュ配信する。

### spモードへの対応
docomo PRO seriesのなかでも、SC-01B、T-01Aでは2010年9月1日より提供開始のspモードが対応するため、絵文字やデコメールを含めたiモードメールや、コンテンツ決済、フィルタ、などが利用できるようになった。（ただしT-01AはWindows Mobile 6.5にOSをバージョンアップさせた場合に限る）

## 機種・機能

### スマートフォン
| 機種                    | 発売日                | メーカ                     | OS                                                                                               | 対応可否              | 対応可否                                      | 対応可否              | 対応可否              | 対応可否              | 対応可否              | 対応可否              | 対応可否              |
| 機種                    | 発売日                | メーカ                     | OS                                                                                               | POPメール             | iモード                                       | おサイフ ケータイ     | MS OFFICE             | PC連携                | 無線LAN               | GSM 850MHz            | UMTS 850/ 1900MHz     |
| 2008年-2009年冬モデル   | 2008年-2009年冬モデル | 2008年-2009年冬モデル      | 2008年-2009年冬モデル                                                                            | 2008年-2009年冬モデル | 2008年-2009年冬モデル                         | 2008年-2009年冬モデル | 2008年-2009年冬モデル | 2008年-2009年冬モデル | 2008年-2009年冬モデル | 2008年-2009年冬モデル | 2008年-2009年冬モデル |
| ----------------------- | --------------------- | -------------------------- | ------------------------------------------------------------------------------------------------ | --------------------- | --------------------------------------------- | --------------------- | --------------------- | --------------------- | --------------------- | --------------------- | --------------------- |
| HT-01A                  | 2008年11月28日        | HTC                        | Windows Mobile 6.1                                                                               | ○                     | Webメールのみ                                 | ×                     | 編集可                | ○                     | ○                     | ○                     | ○                     |
| HT-02A                  | 2008年12月19日        | HTC                        | Windows Mobile 6.1                                                                               | ○                     | Webメールのみ                                 | ×                     | 編集可                | ○                     | ○                     | ×                     | ○                     |
| BlackBerry Bold         | 2009年2月20日         | リサーチ・イン・モーション | BlackBerryOS Software ver 4.6.0.294 (Platform 4.0.0.230) （アップデートによりBlackBerry OS 5.0） | ○                     | Webメールのみ アップデートにより○（spモード） | ×                     | 編集可                | ○                     | ○                     | ○                     | ○                     |
| 2009年夏モデル          |                       |                            |                                                                                                  |                       |                                               |                       |                       |                       |                       |                       |                       |
| T-01A                   | 2009年6月20日         | 東芝                       | Windows Mobile 6.1 （アップデートによりWindows Mobile 6.5）                                      | ○                     | ○（spモード）                                 | ×                     | 編集可                | ○                     | ○                     | ×                     | 850MHzのみ            |
| HT-03A                  | 2009年7月10日         | HTC                        | Android 1.5 （アップデートによりAndroid 1.6）                                                    | ○                     | iモード.netアプリ Webメール                   | ×                     | 閲覧のみ              | ○                     | ○                     | ○                     | ○                     |
| 2009年冬-2010年春モデル |                       |                            |                                                                                                  |                       |                                               |                       |                       |                       |                       |                       |                       |
| SC-01B                  | 2010年2月26日         | サムスン電子               | Windows Mobile 6.5                                                                               | ○                     | ○（spモード）                                 | ×                     | 編集可                | ○                     | ○                     | ○                     | ○                     |

### 携帯電話
| 機種                    | 個別ブランド                 | 発売日                | メーカ                                                  | 備考                           |
| 2008年-2009年冬モデル   | 2008年-2009年冬モデル        | 2008年-2009年冬モデル | 2008年-2009年冬モデル                                   | 2008年-2009年冬モデル          |
| ----------------------- | ---------------------------- | --------------------- | ------------------------------------------------------- | ------------------------------ |
| SH-04A                  | AQUOSケータイ                | 2009年2月20日         | シャープ                                                | QWERTYキーボード搭載           |
| 2009年夏モデル          |                              |                       |                                                         |                                |
| SH-07A                  | AQUOSケータイ                | 2009年6月24日         | シャープ                                                |                                |
| 2009年冬-2010年春モデル |                              |                       |                                                         |                                |
| SH-03B                  | AQUOSケータイ                | 2010年2月26日         | シャープ                                                | QWERTYキーボード搭載           |
| 2010年夏モデル          |                              |                       |                                                         |                                |
| N-08B                   | フルキーボードケータイ       | 2010年8月6日          | NECカシオ モバイル コミュニケーションズ （NECブランド） | QWERTYキーボード搭載 HSUPA対応 |
| 2010年冬-2011年春モデル |                              |                       |                                                         |                                |
| SH-05C                  | AQUOS SHOT                   | 2011年1月27日         | シャープ                                                | HSUPA対応                      |
| L-03C                   | 本格デジタルカメラケータイ   | 2011年1月28日         | LGエレクトロニクス ・ジャパン                           | HSUPA(2Mbps)対応               |
| SH-06C                  | 一体型プロジェクターケータイ | 2011年2月4日          | シャープ                                                | HSUPA対応                      |

## ギャラリー
一部商品を除き、簡易型キーボードまたはタッチパネルを備えているのが特徴である。

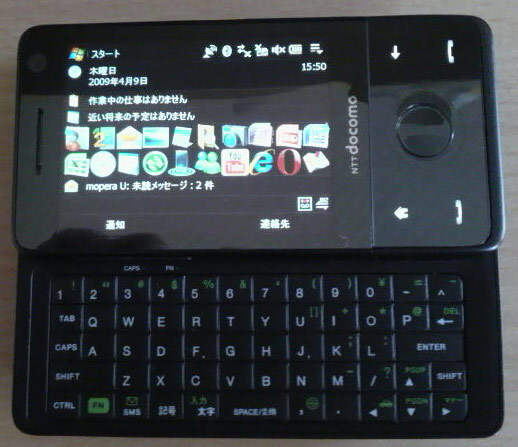
HT-01A
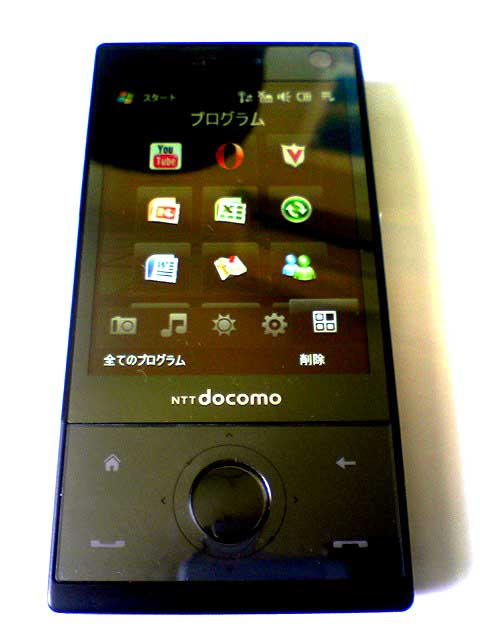
HT-02A
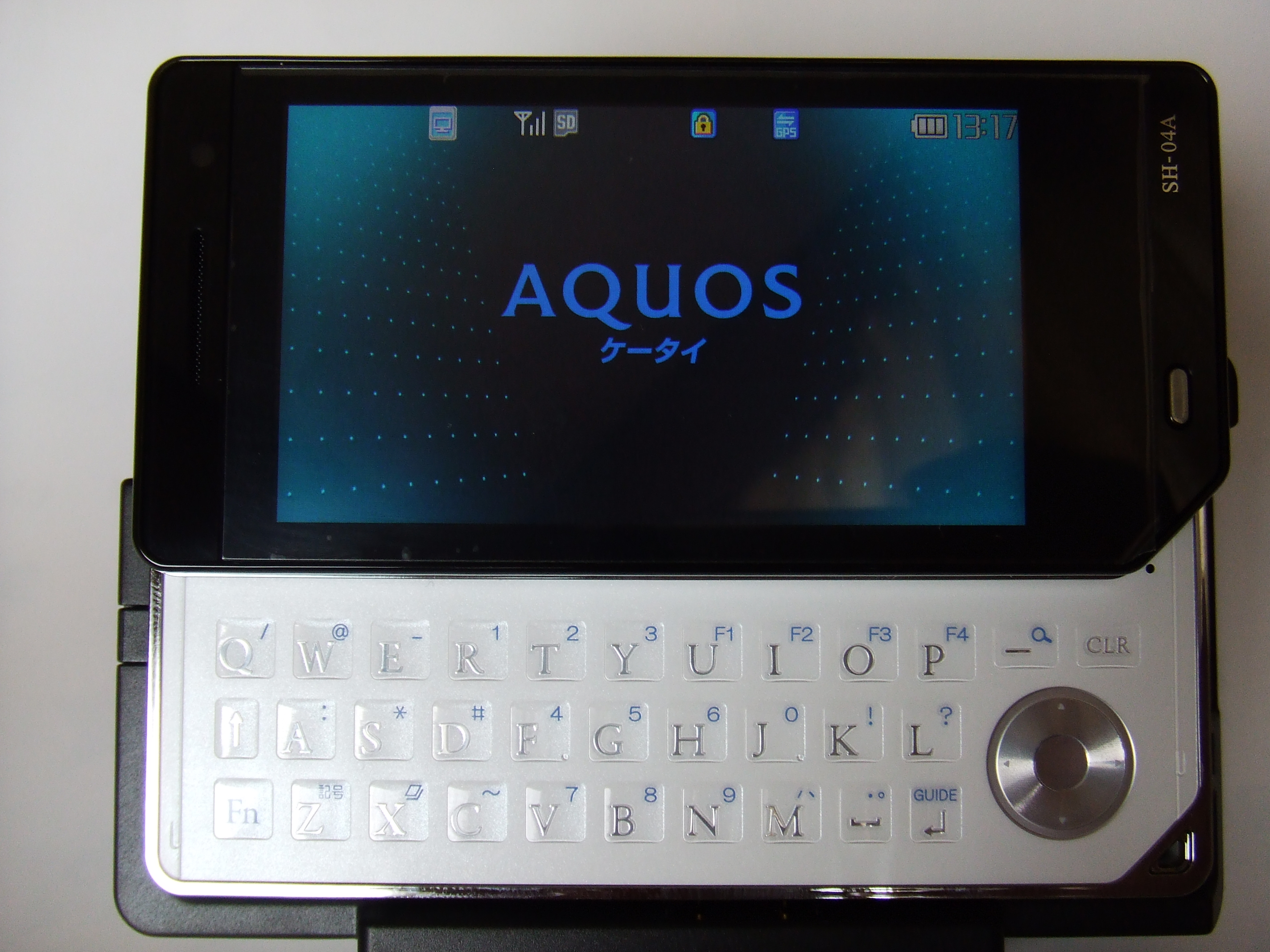
SH-04A
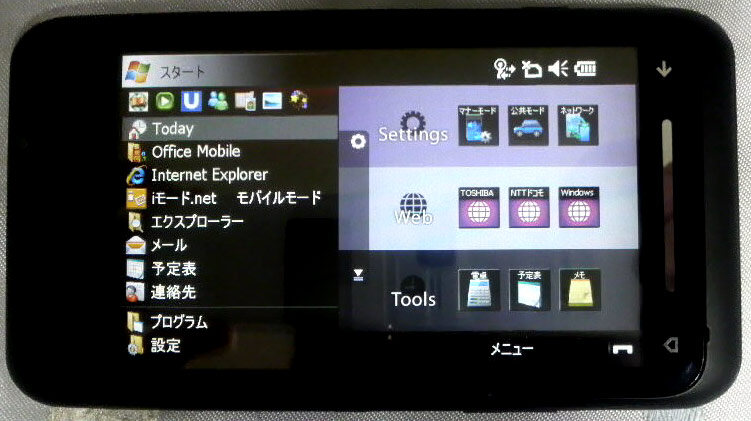
T-01A
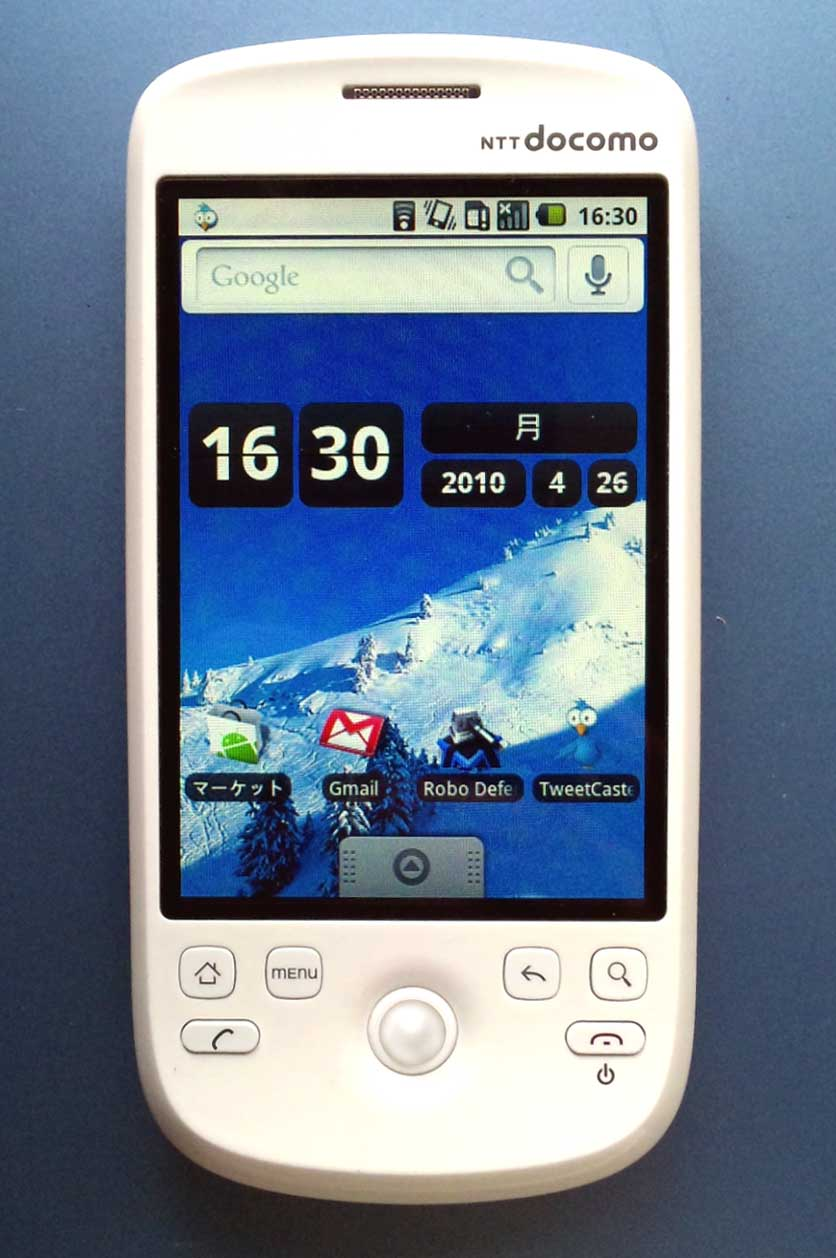
HT-03A
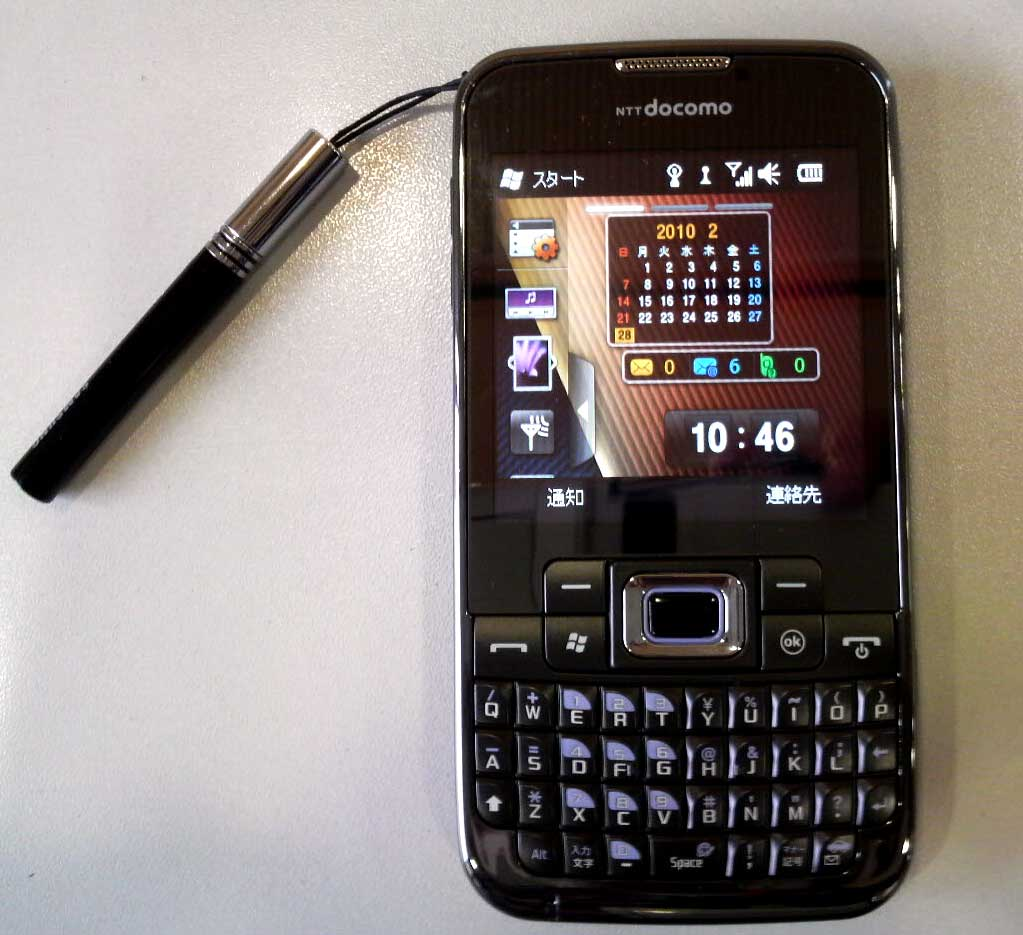
SC-01B
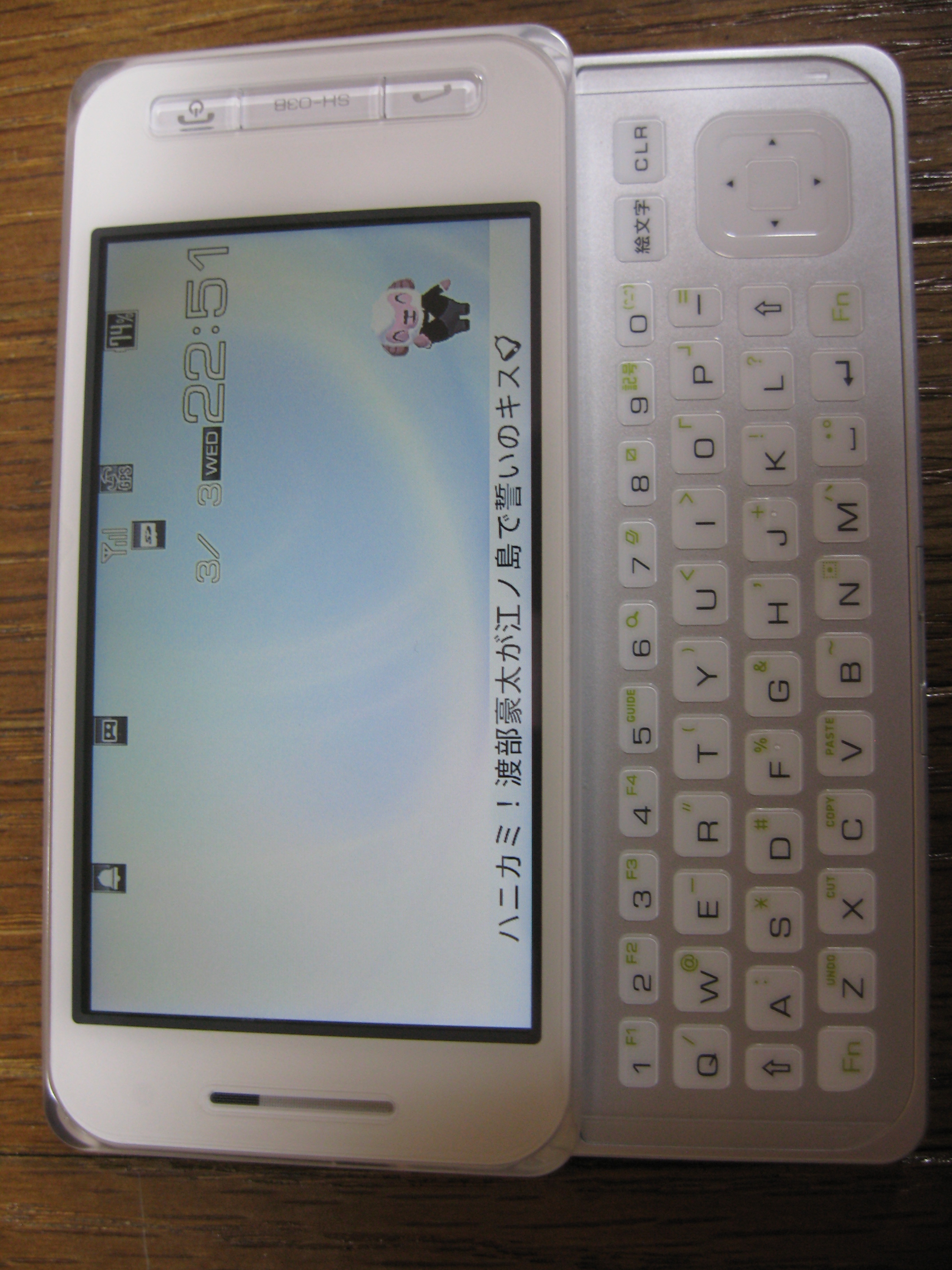
SH-03B